# Niutron NV
Niutron NV – elektryczny i hybrydowy samochód osobowy typu SUV klasy wyższej wyprodukowany pod chińską marką Niutron w 2022 roku i pod chińską marką Docan w 2023.

## Historia i opis modelu

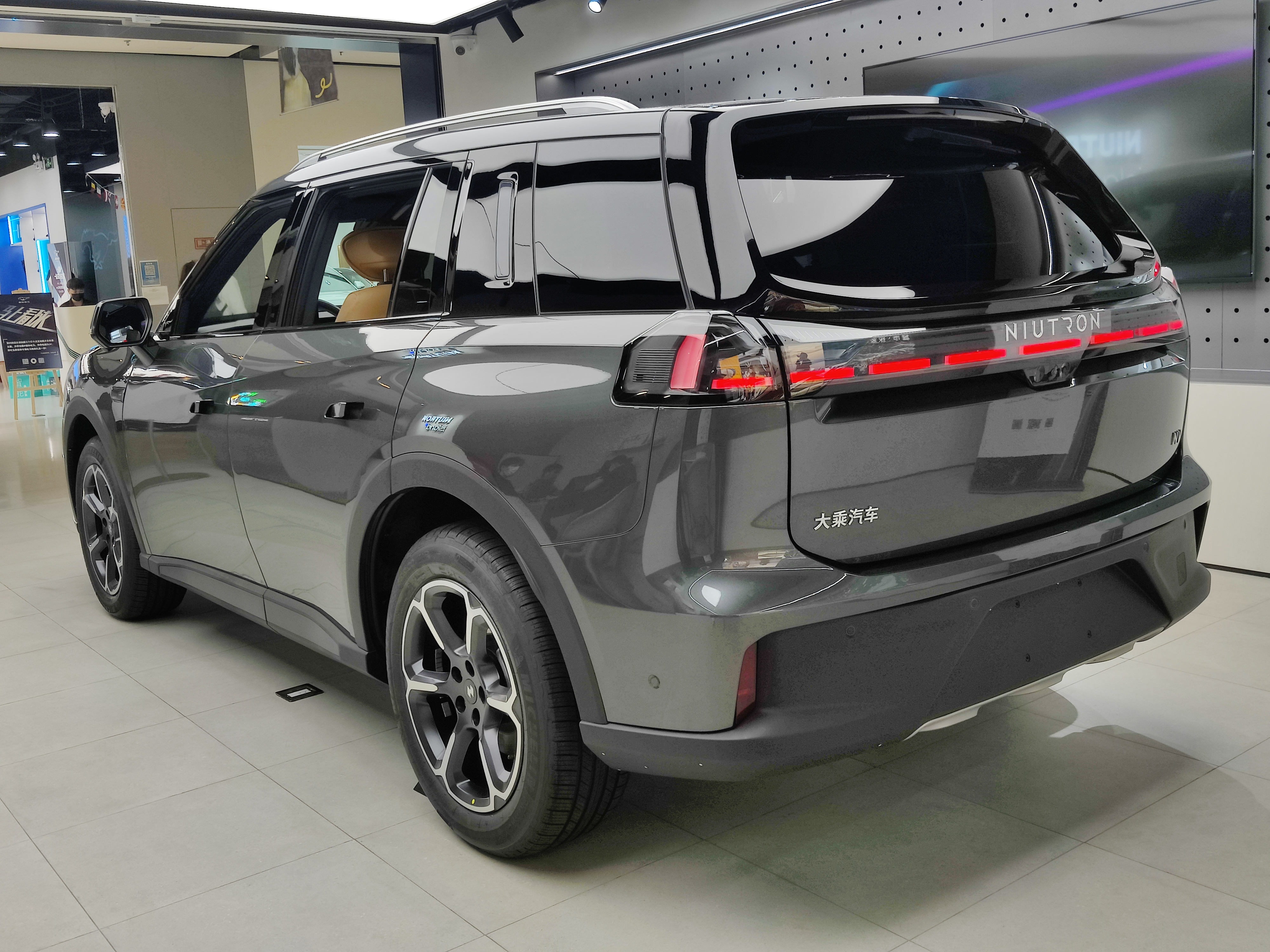
Niutron NV - tył

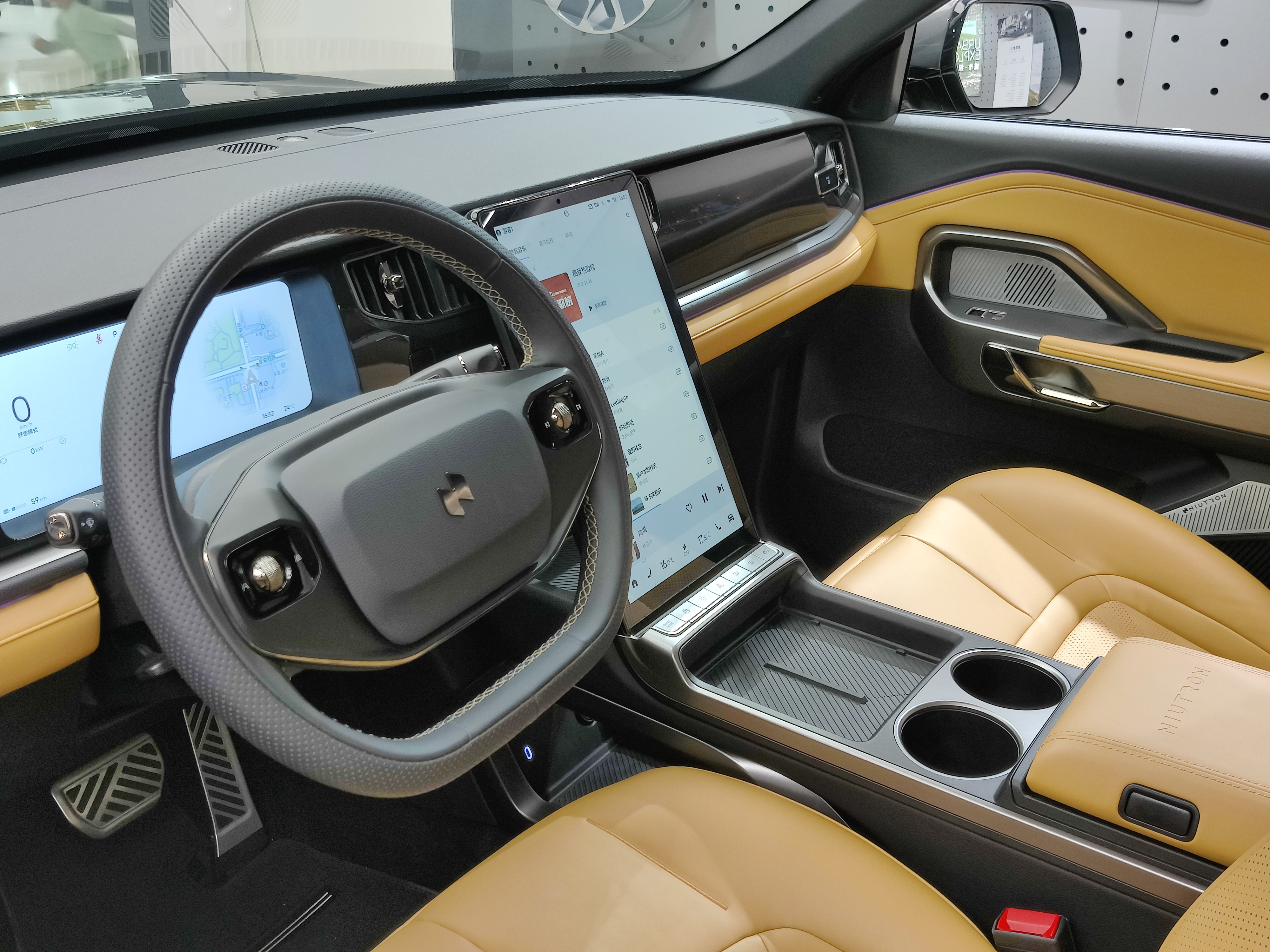
Niutron NV - kokpit

W styczniu 2022 chiński startup Niutron, który zainaugurował swoją działalność miesiąc wcześniej, zaprezentował swój pierwszy model w postaci dużego, wyższej klasy SUV-a NV. Samochód utrzymany został w awangardowym wzornictwie, z dużymi reflektorami połączonymi pasem świetlnym tworzonym przez przerywane segmenty LED. Nadwozie pokryto lakierami różnej barwy dla kontrastującego efektu, ze słupkiem C pomalowanym na czarno.
Kabina pasażerska utrzymana została w luksusowej estetyce, wyróżniając się fotelami pokrytymi skórą, rozbudowaną regulacją siedzisk i minimalistycznym wzornictwem deski rozdzielczej. Ta została zdominowana przez pionowo ulokowany, dotykowy ekran do sterowania systemem multimedialnym, który zyskał przekątną 15,6 cala.

### Sprzedaż
Przedprodukcja Niutrona NV rozpoczęła się w marcu 2022, z dostawami pierwszych egzemplarzy do nabywców zaplanowanymi na wrzesień tego samego roku i 278 800 juanów za podstawową wersję wyposażenia. Terminu tego nie udało się jednak zrealizować, opóźniając go najpierw do grudnia, by ogłosić po jego nadejściu kłopoty z generalnym uruchomieniem seryjnej produkcji elektrycznego SUV-a. Niutron zmuszony był zwrócić wszystkie 24,376 depozytów do niedoszłych nabywców, jako główny powód podając problemy z certyfikacją w chińskich organach kontrolnych. Firma dalej wyraziła chęć dostarczenia pierwszych sztuk do klientów na początku 2023 roku, co jednak nie doszło do skutku. W czerwcu 2023 upadła w 2021 roku firma Dorcen podjęła się próby powrotu na rynek pod nową nazwą Docan, rejestrując w urzędzie patentowym Niutrona NV pod nową nazwą Docan V07. Samochód ponownie jednak nie trafił do produkcji.

### Dane techniczne
Podobnie jak m.in. konkurencyjny Voyah Free, Niutron NV powstał z myślą o w pełni elektrycznym oraz hybrydowym wariancie wyposażonym w spalinowy tzw. range extender. Ten pierwszy rozwija moc 375 KM i 452 Nm maksymalnego momentu obrotowego, oferując 440 kilometrów zasięgu w podstawowej odmianie i 560 kilometrów dla wariantu z większą baterią. Hybrydowa odmiana składa się z turbodoładowanego silnika spalinowego o pojemności 1,5 litra, który z silnikiem elektrycznym rozwija 362 KM mocy i 526 Nm maksymalnego momentu obrotowego. Pozwala to na przejechanie do 939 kilometrów na jednym ładowaniu.